# Guerre civili argentine
La locuzione guerre civili argentine indica la serie di conflitti interni che colpirono quasi ininterrottamente l'Argentina tra il 1814 e il 1880, saldandosi alla guerra d'indipendenza argentina, alla guerra argentino-brasiliana, alla Guerra Grande uruguaiana e alla guerra della triplice alleanza. Gli scontri opposero una fazione centralista di tendenza liberale, spesso supportata da interventi stranieri, ad una federalista, animata da numerosi caudillos locali, non priva di richiami populistici.
Le lotte cessarono solo dopo il raggiungimento di un accordo tra le parti, che creò una nazione federale di economia liberale, con Buenos Aires come capitale.

## Guerre civili e rivoluzioni
Nella storiografia occidentale il termine "guerra civile" indica un confronto bellico nel quale le parti in conflitto sono principalmente costituite da persone appartenenti alla popolazione di un unico Paese. In questo contesto possono anche intervenire a volte forze provenienti dall'esterno, aiutando o collaborando con una o entrambe le parti in causa.
Spesso a questo genere di conflitti partecipano forze militari non regolari, organizzate o formate dalla popolazione civile. Nel caso dell'Argentina la differenza tra forze regolari e irregolari si assottigliò molto con il passare del tempo. Le forze irregolari di cavalleria, di particolare importanza in questi conflitti, furono chiamate montoneras.
I limiti tra i concetti di "rivoluzione" e "guerra civile" si possono confondere. In generale vengono chiamate rivoluzioni conflitti di breve durata (ore o giorni) che si sviluppano in un punto determinato. Le guerre civili, al contrario, si sviluppano nell'ambito di un territorio più o meno esteso, con operazioni belliche dislocate in diversi punti, e si estendono solitamente su un periodo di tempo più prolungato.
In Argentina le distanze tra le varie città e la scarsezza delle vie di comunicazione obbligarono gli eserciti a marce di diverse settimane; fu questa una delle cause della prolungata durata delle operazioni belliche. Alcune delle guerre civili che colpirono il territorio arrivarono a durare diversi anni; per esempio, la guerra tra Santa Fe e il Direttorio durò, pur con qualche interruzione, cinque anni, mentre la campagna militare di Lavalle contro Rosas si prolungò senza tregua per quasi tre anni.
Le rivoluzioni scoppiate in Argentina negli anni posteriori al 1880 non vengono in genere incluse nelle "guerre civili argentine", per il fatto che la costruzione del paese può dirsi completata in questa data e i successivi eventi, anche violenti, presentano cause e caratteristiche completamente differenti.

## Cause delle guerre civili in Argentina
Abitualmente si menziona l'ambizione personale dei caudillos provinciali come principale causa delle guerre civili. Pur essendo più che possibile che alcuni capi locali abbiano avuto l'abilità o la forza di guidare masse di soldati per il proprio interesse, l'appoggio popolare ad un leader è interpretato in genere come l'identificazione nelle idee o negli interessi di quest'ultimo, oppure l'appartenenza ad un gruppo che si proponeva di ricevere favori da questo.
Tra i principali motivi scatenanti le guerre civili vanno menzionati gli interessi economici dei ceti dirigenti della capitale, Buenos Aires, o di diverse alleanze provinciali, l'affermarsi del liberalismo o del conservatorismo come forma di governo, l'apertura ai mercati o il protezionismo e l'organizzazione costituzionale in grado di definire tali questioni.
Nel suo saggio Estudio sobre las guerras civiles argentinas, Juan Álvarez afferma che il cambio delle strutture economiche della zona del Río de la Plata a partire dalla dissoluzione del Vicereame del Río de la Plata comportò una serie di contraccolpi economici nel territorio, favorendo l'insorgere di un dominio economico da parte della provincia di Buenos Aires che altri soggetti ritennero eccessivo e ingiusto. Questa situazione avrebbe portato alla reazione dei caudillos federalisti contro il centralismo della capitale, vale a dire contro l'espressione politica di questo dominio economico.
Ci furono inoltre scontri bellici tra due o più province, scatenati dalle pretese dei rispettivi governi di intromettersi negli affari degli altri. O ancora la secessione di alcune porzioni di territorio per ergersi a province autonome o a stati indipendenti.
Da ultimo ci furono diverse guerre civili all'interno di una stessa provincia, nelle quali la partecipazione di forze esterne fu scarsa o nulla. Se talvolta scoppiarono con l'intento di dirimere alcune questioni ideologiche, più frequentemente si trattò di lotta per il potere tra diverse fazioni.

## Le guerre civili argentine

### Le prime guerre civili dopo l'indipendenza argentina: 1810 - 1831

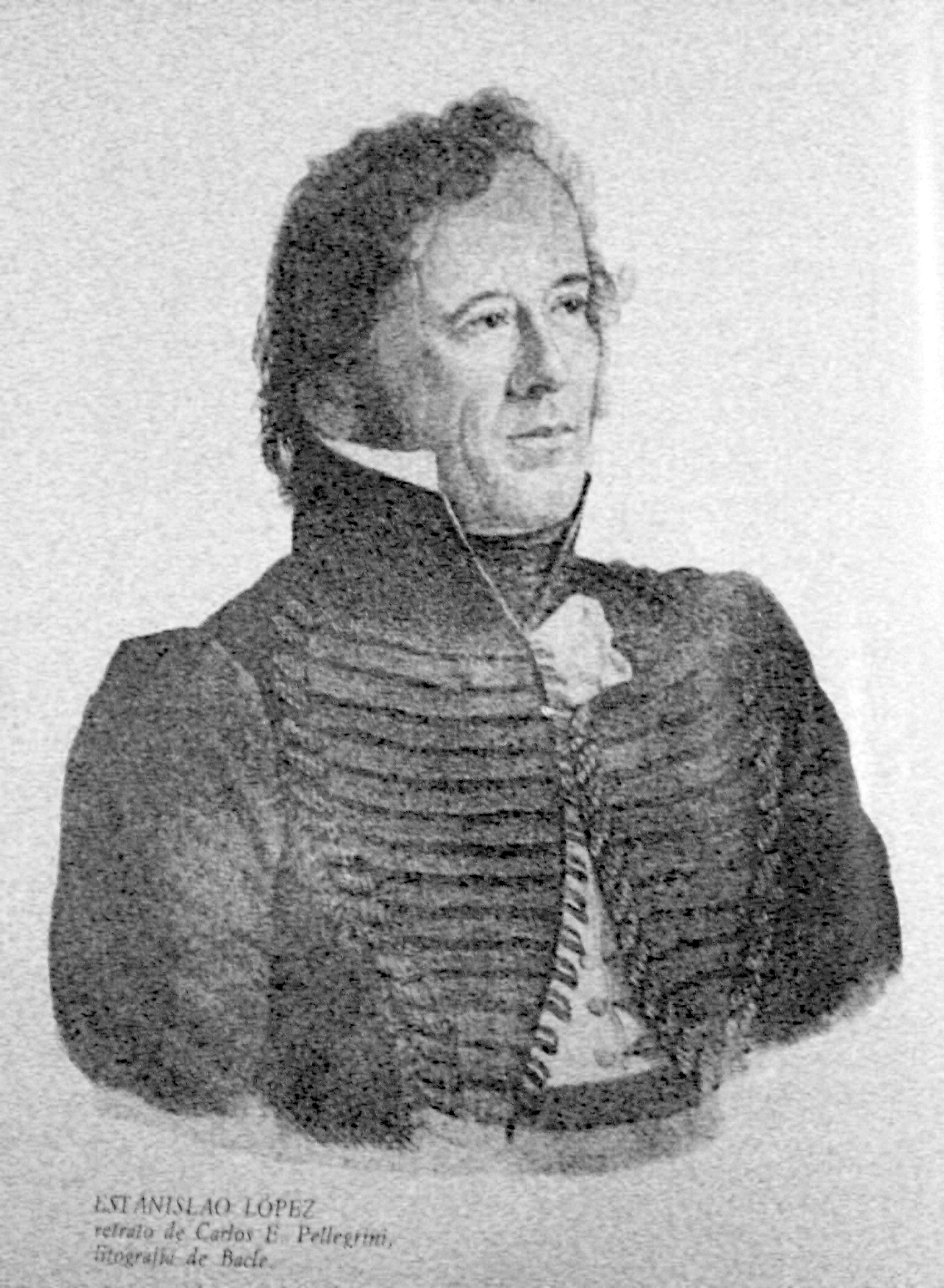
Estanislao López.

La Rivoluzione di Maggio del 1810 destituì il Viceré Baltasar Hidalgo de Cisneros e installò un nuovo governo nella zona del Río de la Plata formato per lo più da creoli e chiamato "Prima Giunta".
Tra il 1810 e il 1820 si succedettero due giunte di governo, due triumvirati e il Direttorio, tutti governi estremamente centralisti. In questo periodo la principale preoccupazione dei governi fu quella di consolidarsi ed affrontare la resistenza dei "realisti", difensori dello status quo coloniale. Nel 1816 venne ufficialmente proclamata l'indipendenza delle Province Unite dell'America del Sud nel Congresso di Tucumán.
Già da prima del 1820 due fazioni, gli unitarios centralisti e i federales autonomisti si disputarono il governo attraverso una serie di guerre civili. In questo quadro l'azione del caudillo federalista José Gervasio Artigas nella Banda Oriental a partire dal 1814 fu duramente contrastata dalle autorità di Buenos Aires, che alla fine non si mossero quando i luso-brasiliani decisero di invadere il territorio. L'esempio della Provincia Orientale fu imitato in altre province; a Santa Fe e poi a Córdoba e a Salta il potere fu conquistato, a volte in modo cruento, da leader autonomisti. In altre province le ribellioni furono invece soffocate.
La battaglia di Cepeda nel 1820, nella quale i caudillos di Santa Fe e di Entre Ríos, López e Ramírez, sconfissero l'esercito inviato loro contro dal Direttorio segnò la fine del Congresso di Tucumán e la dissoluzione delle precedenti forme di governo, iniziando un periodo di anarchia politica.
La guerra argentino-brasiliana spinse in seguito le province alla creazione di una nuova carica, quella di Presidente della Repubblica Argentina, assegnato a Bernardino Rivadavia con il compito di organizzare l'esercito nazionale. I tentativi unitari di quest'ultimo fallirono; la difficile trattativa di pace con il Brasile e il rifiuto della costituzione portarono in breve al dissolvimento del Congresso e una nuova fase di anarchia, nel quale le province si regolarono in piena autonomia, spesso in un contesto di ribellioni al loro interno e di battaglie sanguinose tra le loro milizie.
A Buenos Aires il 1º dicembre 1828 il governatore Manuel Dorrego fu deposto da alcuni ufficiali dell'esercito, esacerbati da un trattato di pace che, stabilendo la creazione di uno stato indipendente (la Repubblica Orientale dell'Uruguay), vanificava di fatto la brillante campagna militare dell'Esercito argentino. Juan Lavalle, che aveva diretto il colpo di Stato, si trovò però ad affrontare la rivolta delle province; dopo aver sconfitto il governatore deposto nella battaglia di Navarro fu sconfitto a Puente de Márquez da López e Rosas, il comandante delle milizie rurali di Buenos Aires.
Nelle province dell'interno il tentativo unitario del generale José María Paz, che aveva scatenato un'ulteriore guerra civile contro i leader federalisti López, Quiroga e Aldao, sembrò trovare miglior fortuna; dopo la proclamazione della Liga Unitaria, tuttavia, la cattura del suo comandante accelerò la vittoria federalista.
Nel 1829 Rosas aveva preso il potere a Buenos Aires; la caduta di Córdoba nel 1831 diede ai federalisti il potere in tutte le province. Queste però persero l'occasione di gettare le basi costituzionali per uno stato federale e si limitarono con il Pacto Federal a conferire a Rosas le deleghe per gli affari esteri, mantenendo la loro piena autonomia.

### L'epoca di Rosas: 1831 - 1852

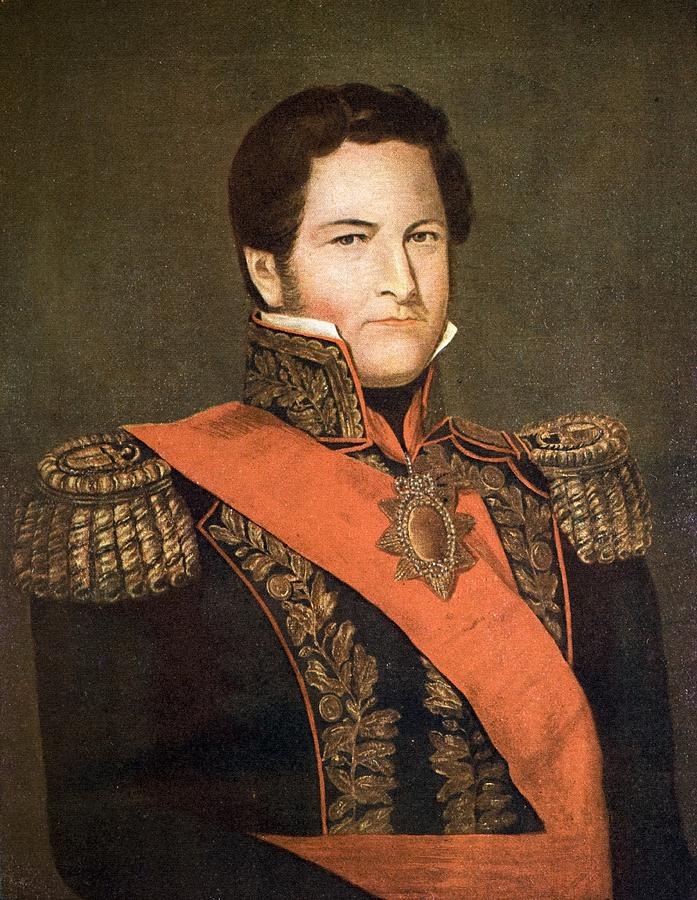
Juan Manuel de Rosas.

Lungi dal portare finalmente la pace nelle province argentine, la completa vittoria del Partido Federal portò una serie di conflitti all'interno dello stesso schieramento. Nelle province i seguaci di López e di Quiroga si diedero battaglia per la conquista delle posizioni di potere, fino ad arrivare all'assassinio del secondo da parte di persone politicamente legate al primo.
A Buenos Aires il primo governo Rosas terminò nel 1831; gli successero i due governi deboli di Juan Ramón Balcarce (1831 – 1833) e Juan José Viamonte (1833 – 1834), caratterizzati dalle agitazioni promosse dai seguaci di Rosas contro i cosiddetti ‘'lomos negros'’, ovvero i federalisti più moderati. La ‘'Rivoluzione dei Restauratori'’, portò alla fine al governo uno dei collaboratori di Rosas, Manuel Vicente Maza. I disordini seguiti alla morte di Quiroga riportarono poco dopo al governo lo stesso Rosas, al quale si affidarono tutti i poteri, instaurando così nella capitale una tirannia assoluta.
Nel nord del Paese, intanto Alejandro Heredia, governatore di Tucumán, conquistava una sostanziale egemonia anche nelle vicine province di Jujuy, Salta e Catamarca, dove aveva appoggiato le rivolte che ne avevano rovesciato i governi; la guerra contro la Confederazione Perù-Bolivia gli diede inoltre la responsabilità dell'Esercito del Nord. La malattia e la successiva morte di López spinse invece gli altri governatori a cercare l'appoggio di Rosas.
In questo contesto si inserì la fase della guerra civile del vicino Uruguay chiamata “Guerra Grande”: il presidente eletto Manuel Oribe aveva tolto al suo predecessore Fructuoso Rivera la carica di comandante dell'esercito per conferirla nel 1836 al fratello. Rivera si ribellò alla decisione ma, sconfitto con i suoi ‘'colorados'’ dai ‘'blancos'’ dell'avversario dovette fuggire in esilio nel Rio Grande do Sul, da dove tornò l'anno successivo. Incorporati tra le sue file gli ‘'unitarios'’ usciti dall'Argentina batté gli avversari nella battaglia del Pilar il 15 giugno 1838. L'intervento della flotta francese e le sconfitte militari costrinsero Oribe a riparare a Buenos Aires, dove fu accolto come il presidente legittimo; ripreso il potere, Rivera dichiarò guerra a Rosas.

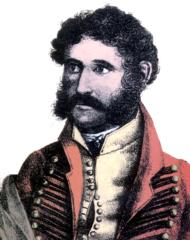
Juan Facundo Quiroga.

Mentre le province dell'interno venivano ininterrottamente sconvolte da una serie di ribellioni, nel 1838 alcuni grandi proprietari terrieri della provincia di Buenos Aires, esasperati dal blocco navale francese che impediva loro di esportare bestiame, presero le armi contro Rosas, ma furono sconfitti l'11 novembre nella battaglia di Chascomús; il generale Lavalle, che aveva ripreso le armi, non fu in grado di raggiungerli. Raccolto il sostegno di alcune province (la cosiddetta "Coalizione del Nord") fu però sconfitto a Quebracho Herrado e a Famaillá,e quindi costretto ad una lunga ritirata verso nord che si concluse con la sua morte nel 1841.  Anche i tentativi portati dal Cile da Ángel Vicente Peñaloza, soprannominato El Chacho, furono sanguinosamente respinti.
Un'ulteriore invasione di unitarios e colorados proveniente dal litorale fu respinta da Oribe e da Urquiza, governatore di Entre Ríos, nella battaglia di Arroyo Grande il 6 dicembre 1842; due mesi dopo Oribe iniziò il lunghissimo assedio di Montevideo. Gli assediati affidarono a Giuseppe Garibaldi la conduzione di sporadiche azioni di alleggerimento sulla costa che portarono alla temporanea conquista di alcune posizioni. Urquiza, da parte sua, riconquistò per i federales la provincia ribelle di Corrientes.
La fine del blocco navale anglo-francese nel 1850 sembrò essere un ulteriore successo per Rosas; questi però rimandò ancora una volta l'adozione di una Costituzione e, per aumentare la pressione su Montevideo, proibì ogni commercio con quella città. La misura andava a colpire nei suoi interessi proprio il governatore di Entre Ríos, a tutto favore degli interessi della dogana di Buenos Aires. Il 1º maggio 1851 Urquiza, rivoltandosi contro il suo ex alleato, lanciò un pronunciamiento contro Rosas; dopo avere stretto accordi con Corrientes e con l'Impero del Brasile invase l'Uruguay e costrinse Oribe alla resa. In seguito reclutò 24 000 soldati (il cosiddetto "Esercito Grande") e si lanciò contro Rosas che fu duramente sconfitto il 3 febbraio 1852 nella battaglia di Caseros.

### La nascita della moderna Argentina: 1852 - 1880
Fuggito Rosas in Gran Bretagna, Urquiza riuscì a promuovere l'adozione di una nuova Costituzione di carattere federale nel 1853, ma si trovò ad affrontare la ribellione di Buenos Aires, che proclamò la propria indipendenza. Urquiza assediò la città, ma decise di ritirarsi dopo che molti suoi elementi erano passati dalla parte degli insorti. L'elezione a governatore dell'esponente unitario Valentín Alsina allontanò ulteriormente la possibilità di un accordo.
Nominato Presidente della Confederazione Argentina e autorizzato dal Congresso ad usare la forza per riportare la provincia ribelle all'interno dell'organizzazione nazionale, Urquiza allestì un esercito con il quale sconfisse l'esercito di Buenos Aires il 23 ottobre 1859 nella battaglia di Cepeda. Ancora una volta però di fronte alla necessità di assediare la capitale il caudillo di Entre Ríos preferì pervenire ad un accordo; il patto di San José de Flores stabiliva il rientro della provincia nella Confederazione Argentina e le dimissioni di Alsina, ma anche la possibilità per Buenos Aires di chiedere modifiche alla Costituzione e soprattutto di godere in esclusiva dei proventi della dogana per sei anni. La firma del patto portò ad Urquiza il risentimento di alcuni leader federalisti, tra i quali Ricardo López Jordán.
Con la fine del mandato di Urquiza e l'elezione alla presidenza di Santiago Derqui scoppiò una serie di ribellioni nelle province dell'interno; nel frattempo il governo di Buenos Aires aveva organizzato un nuovo esercito che, comandato da Bartolomé Mitre, affrontò il 17 settembre 1861 l'esercito della Confederazione a Pavón. Lo strano comportamento di Urquiza, che abbandonò con le sue divisioni il campo di battaglia quando questa non era ancora stata decisa, favorì la vittoria delle truppe di Buenos Aires; queste invasero in poco tempo il Paese e, grazie all'inazione di Urquiza, sconfissero le resistenze federaliste.

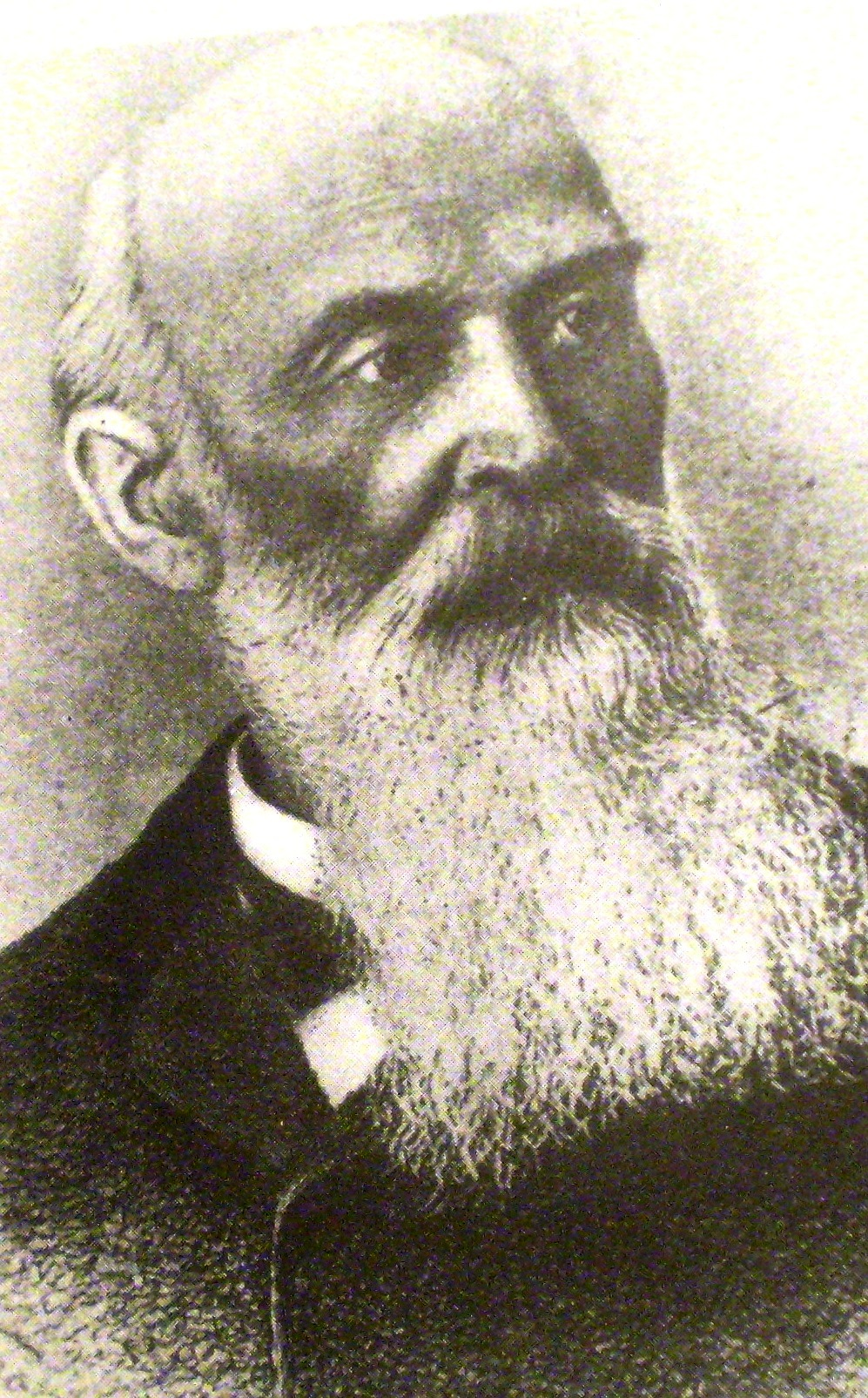
Ricardo López Jordán.

La nuova intromissione argentina nella guerra civile uruguaiana a favore dei colorados finì per portare, al termine di complesse manovre diplomatiche, alla guerra della Triplice Alleanza, durante la quale l'Argentina fu dapprima invasa dall'esercito paraguaiano e in seguito invase essa stessa il Paraguay. L'impopolarità della guerra favorì diverse rivolte nel paese, tra cui quella, fallita, del colonnello Felipe Varela a Catamarca. Ad Entre Ríos una congiura federalista assassinò l'11 aprile 1870 Justo José de Urquiza e consegnò il governo provinciale a Ricardo López Jordán, che scatenò una guerra contro l'esercito nazionale che durò due anni, al termine dei quali fu costretto a partire per l'esilio.
L'elezione alla presidenza federale nel 1874 del candidato liberale autonomista Nicolás Avellaneda scatenò la rivolta di Mitre e di José Miguel Arredondo, che fuggirono nel sud della provincia di Buenos Aires ed organizzarono due distinti eserciti, che furono però sconfitti il 3 e il 7 dicembre a La Verde e a Santa Rosa. Mitre, Arredondo e i loro ufficiali furono arrestati e Avellaneda fu dichiarato presidente. Un'amnistia ridiede poco dopo la libertà ai ribelli.
L'ultima grande questione rimasta, quella della capitale, fu la causa scatenante dell'ultima guerra civile argentina. L'elezione al governo della provincia di Carlos Tejedor, un collaboratore di Mitre, portò allo scontro con il governo nazionale di Avellaneda, che aveva promulgato una legge che dichiarava Buenos Aires capitale nazionale; il governo provinciale mobilitò le milizie e fornì loro armi e munizioni. Contro di loro fu lanciato l'esercito nazionale, che fu sconfitto in tre sanguinose battaglie. Nonostante le vittorie, l'insopportabile dispendio di uomini, denaro e mezzi costrinse Tejedor a dare le sue dimissioni e a chiedere a Mitre di negoziare la pace. La provincia di Corrientes, che si era alleata con gli insorti di Buenos Aires, fu occupata a seguito della battaglia del 3 agosto 1880 ad Ituzaingó, l'ultima delle guerre civili argentine.
Il 21 settembre 1880 il Congresso dichiarò Buenos Aires capitale della Repubblica Argentina e la pose sotto il diretto controllo federale. Il governo provinciale fu spostato a La Plata.